# Edgar Allan Poes död

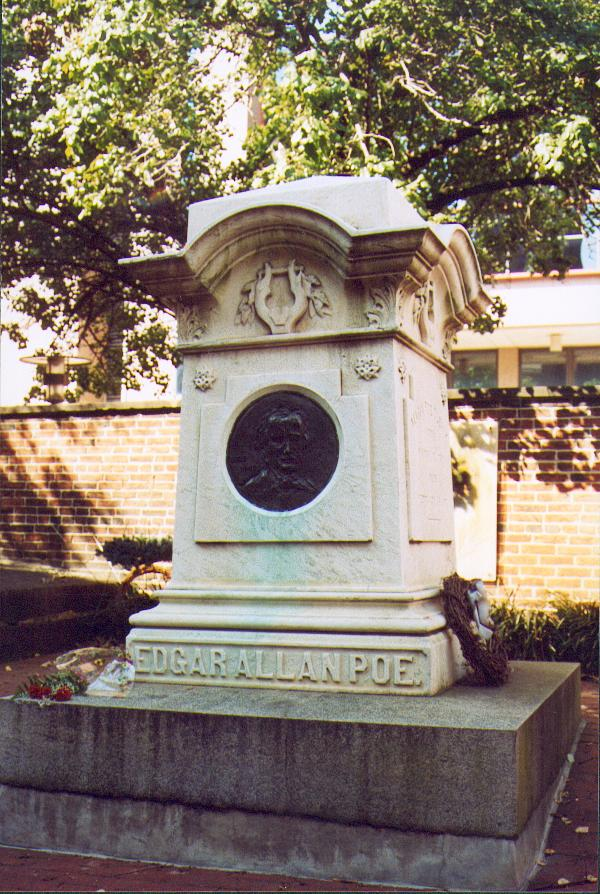
Poes lik ligger under detta monument i Baltimore. Omständigheterna kring författarens död är mystiska.

För fler detaljer om uppväxt och biografi, se Edgar Allan Poe.
Edgar Allan Poes död inträffade den 7 oktober 1849. Den omges av mysterier och dödsorsaken är omstridd. Den 3 oktober 1849 hittades Poe på gatorna i Baltimore yrande och "i stor vånda, och... i behov av omedelbar hjälp," enligt mannen som hittade honom, Joseph W. Walker. Poe fördes till Washington College Hospital, där han avled söndagen den 7 oktober 1849 klockan 5.00 på morgonen. Poe var aldrig vid medvetande tillräckligt länge för att förklara hur han hade hamnat i detta tillstånd.
Mycket av den ännu existerande informationen om de sista dagarna i Poes liv kommer från hans överläkare, Dr. John Joseph Moran, men dennes trovärdighet är ifrågasatt. Poe jordfästes efter en liten begravning i ena änden av Westminster Hall and Burying Ground, men hans kvarlevor flyttades senare till ett större monument år 1875. Det har ifrågasatts om rätt lik flyttades. Monumentet från 1875 markerar också gravplatsen för Poes fru Virginia Clemm Poe och hans svärmor Maria Clemm. Teorier om vad som orsakade Poes död är bland annat självmord, mord, kolera, rabies, syfilis och att Poe var ett offer för "cooping", en hänsynslös form av valfusk. Bevisen för inflytande av alkohol är kraftigt ifrågasatta.
Efter Poes död skrev en person som kallade sig "Ludwig" hans dödsruna, en person som senare visade sig vara Rufus Griswold. Griswold, som senare blev förvaltare av Poes litterära kvarlåtenskap, var i själva verket rival till Poe, och publicerade senare den första biografin om Poe, där han beskrev honom som en depraverad, drucken, drogförvirrad galning. Mycket av bevisningen för denna bild av Poe tros ha förfalskats av Griswold, och vänner till Poe fördömde den, men denna tolkning av Poe har fått bestående verkan.

## Kronologi

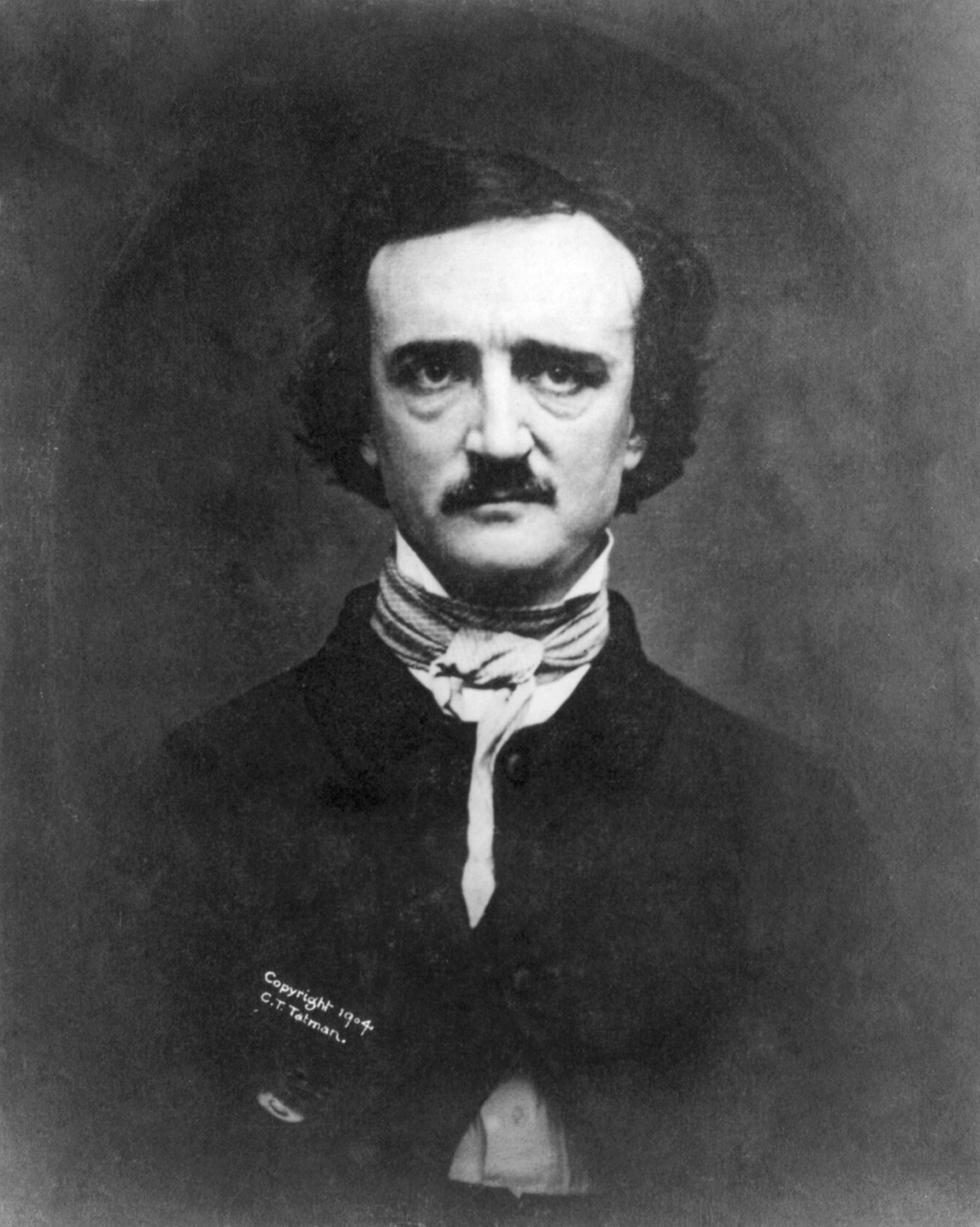
Daguerreotyp av Poe ett år före hans död i Baltimore. Dödsorsaken har inte fastställts.

Den 27 september 1849 lämnade Poe Richmond, Virginia på sin väg hem till New York. Det är inte känt var Poe befann sig förrän en vecka senare den 3 oktober, när han hittades på Baltimores gator, yrande utanför Ryan's Tavern, ibland kallat Gunner's Hall. Personen som hittade honom, en tryckare vid namn Joseph W. Walker, skickade ett brev till Dr. Joseph E. Snodgrass, en bekant till Poe, med begäran om hjälp. 
Snodgrass hävdade senare att anteckningen sade att Poe befann sig "i ett tillstånd av djurisk förgiftning," men originalbrevet visar något annat.
Snodgrass förstahandsrapport beskriver Poes utseende som "motbjudande", med "matta och tomma" ögon. Hans kläder, sade Snodgrass, bland annat en smutsig skjorta utan väst och oputsade skor, var slitna och illasittande. Dr. John Joseph Moran, som var Poes överläkare, ger sin egen detaljerade redogörelse för Poes utseende den dagen: "en fläckig bleknad gammal bombasinrock, byxor av liknande karaktär, ett par utslitna skor som var trasiga vid hälarna, och en gammal halmhatt." Poe var aldrig vid medvetande tillräckligt länge för att förklara hur han hamnade i detta bedrövliga tillstånd, och det antas att de kläder han bar inte var hans egna, särskilt eftersom det inte var hans stil att bära ovårdade kläder.
Moran behandlade Poe vid privatsjukhuset Washington College Hospital på Broadway and Fayette Street. Han tilläts inte ta emot besök och stängdes in i ett fängelseliknande rum med galler för fönstren i en avdelning av byggnaden som var reserverad för berusade personer. Poe sägs ha ropat ut namnet "Reynolds" upprepade gånger under natten före sin död, men ingen har lyckats identifiera den person som han syftade på. En möjlighet är att han mindes ett möte med Jeremiah Reynolds, en tidningsredaktör och utforskare som kan ha inspirerat romanen Arthur Gordon Pyms äventyr.  Poe kan istället ha ropat efter "Herring", då författaren hade en släkting i Baltimore vid namn Henry Herring. Faktum är att i senare vittnesmål undviker Moran att nämna Reynolds, men nämner ett besök av en "Misses Herring." Han hävdar också att han försökte muntra upp Poe under ett av de få tillfällen då han var vaken. Han talade om för sin patient att han snart skulle få sällskap av vänner. Poe ska ha svarat på detta med "det bästa hans vän kunde göra skulle vara att blåsa ut hans hjärna med en pistol."
I Poes dåliga tillstånd nämnde han en fru han hade i Richmond. Han kan ha hallucinerat och trott att hans fru Virginia Clemm Poe fortfarande var i livet, eller kan ha syftat på Sarah Elmira Royster, som Poe nyligen hade friat till. Han visste inte vad som hade hänt med hans väska med tillhörigheter, som han för övrigt hade lämnat efter sig vid Swan Tavern i Richmond. Moran rapporterade att Poes sista ord var "Herre, hjälp min arma själ" ("Lord, help my poor soul") innan han dog den 7 oktober 1849.

### Morans trovärdighet
Det kanske bästa vittnet till Poes död var Moran som, på grund av att Poe inte kunde ta emot besökare, troligen var den enda person som personligen träffade Poe under hans sista dagar. Detta till trots har Morans trovärdighet ifrågasatts upprepade gånger, även om han inte ansetts fullständigt otillförlitlig. Under de år som följde Poes död ändrades Morans berättelse mellan tillfällena han skrev och föreläste om ämnet. Han hävdade 1875 och åter 1885, exempelvis, att han omedelbart kontaktade Poes faster/svärmor Maria Clemm för att ge henne besked om Poes död, men i verkligheten skrev han till henne först efter att hon hade efterfrågat information den 9 november, nästan en hel månad efter Poes död. Han hävdade också att Poe sade, tämligen poetiskt, medan han beredde sig på att dra sitt sista andetag: "The arched heavens encompass me, and God has his decree legibly written upon the frontlets of every created human being, and demons incarnate, their goal will be the seething waves of blank despair."  Redaktören för New York Herald, som publicerade denna version av Morans berättelse, bekände att "Vi kan inte föreställa oss Poe, även yrande, konstruera [sådana meningar]."
Berättelserna ändrade till och med datumen. Vid olika tidpunkter hävdade Moran att Poe togs till sjukhuset den 3 oktober kl 17, den 6 oktober kl 21, eller den 7 oktober (dagen då han dog) "klockan 10 på eftermiddagen." För varje publicerad berättelse hävdade han att han hade sjukhusets handlingar som referens. En sökning efter sjukhushandlingar hundra år senare, specifikt efter en officiell dödsattest, gav inget resultat. Vissa kritiker hävdar att Morans motsägelser och felaktigheter enbart berodde på bristande minne, en oskyldig önskan att romantisera, eller till och med senildemens. Vid den tid då han skrev och offentliggjorde sin sista redogörelse 1885 var Moran 65 år.

## Dödsorsak

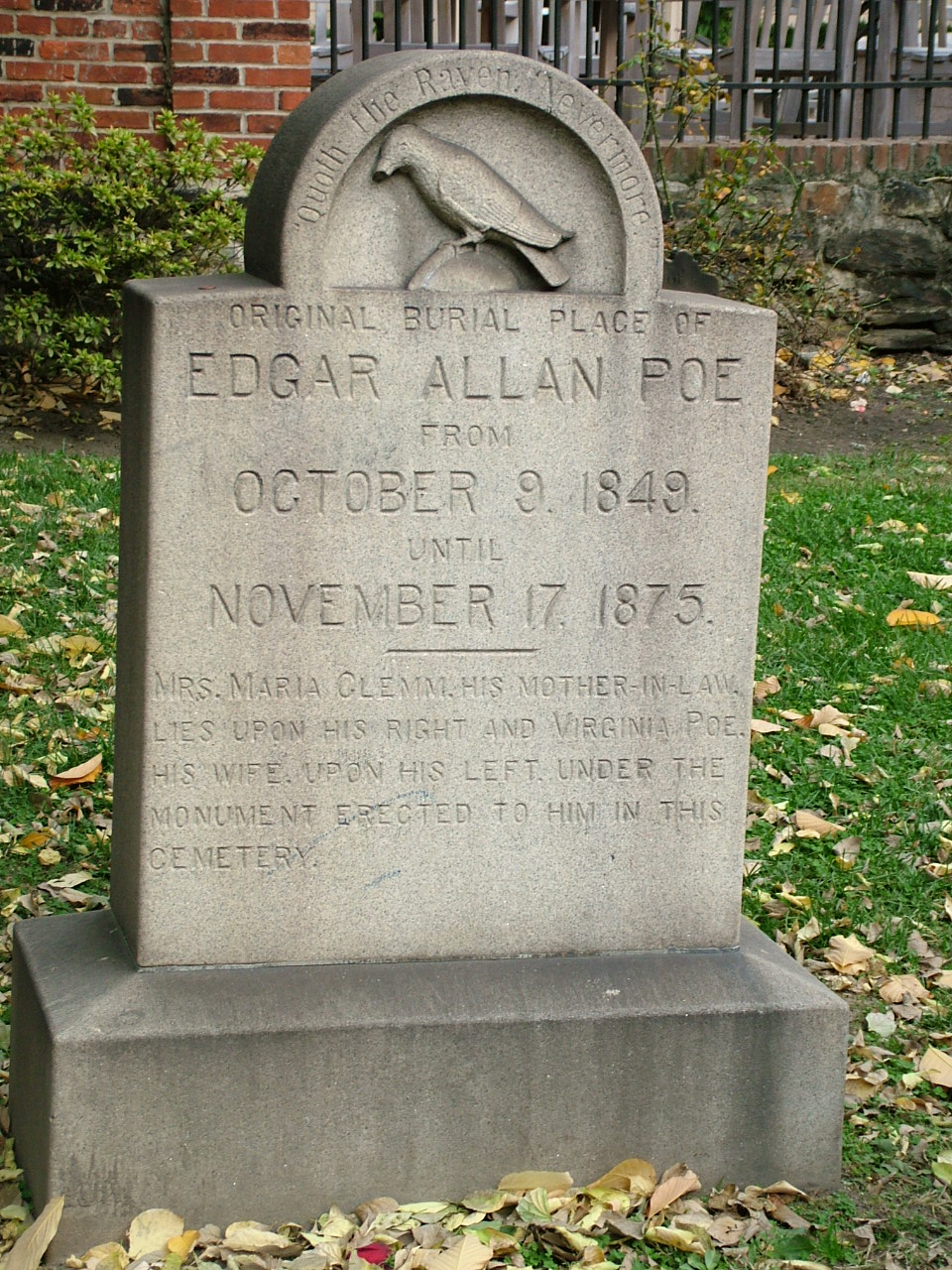
Poe begravdes ursprungligen på baksidan av Westminster Hall and Burying Ground utan gravsten. Denna sten markerar denna ursprungliga gravplats idag.

Den exakta orsaken till Poes död är omstridd men många teorier finns. Många biografier har tacklat frågan och lanserat olika slutsatser, från Jeffrey Meyers bedyrande att det var hypoglykemi till John Evangelist Walshs konspiratoriska teori om en mordkomplott. Det har också föreslagits att Poes död kan ha varit ett självmord på grund av depression. År 1848 dog han nästan av en överdos laudanum, som då var allmänt tillgängligt som lugnande och smärtstillande medel. Det är oklart om detta var ett verkligt självmordsförsök eller bara en felberäkning av Poe, men det var inte orsaken till Poes död ett år senare.
Snodgrass var övertygad om att Poe dog som en följd av alkoholism och gjorde mycket för att sprida denna tolkning av händelserna. Han var dock anhängare av nykterhetsrörelsen och såg Poe som ett användbart exempel i sitt arbete. Snodgrass skriverier om ämnet har dock visat sig otillförlitliga. Moran motsade Snodgrass genom att i sin egen redogörelse från 1885 hävda att Poe inte dog under inflytande av något rusmedel. Moran hävdade att Poe "inte hade den minsta lukt av sprit i sin andedräkt eller på sin person." Trots detta rapporterade några tidningar vid tiden Poes död som "hjärnstockning" ("congestion of the brain") eller "hjärninflammation" ("cerebral inflammation"), termer som användes som eufemismer för dödsfall av vanhedrande orsaker såsom alkoholism.
I en psykologisk studie av Poe föreslog en psykolog att Poe var dipsoman, och led av återkommande anfall som ledde till utsvävningar, ofta med alkohol, där personen inte kan minnas vad som har hänt henne eller honom. Karakteriseringen av Poe som alkoholist är dock omstridd, både som dödsorsak och vad gäller hans liv i övrigt. Poe var mycket lättpåverkad av alkohol och blev berusad efter bara ett glas vin, han hade varit utan alkohol flera månader åt gången och tycktes inte ha någon böjelse för det. Enligt denna teori drack Poe endast på grund av olyckliga händelser i sitt liv, som verkade finnas utan något slut. En ytterligare omständighet var att Poe var medlem i nykterhetsföreningen Sons of Temperance vid tidpunkten för sin död.
Många andra teorier har föreslagits under årens lopp, däribland flera former av ovanliga hjärnsjukdomar eller en hjärntumör, diabetes, olika typer av enzymbrist, syfilis, apoplexi, delirium tremens, hjärtsjukdom, epilepsi och meningit. Ett test av hårstrån från Poe som genomfördes 2006 motbevisade möjligheten av blyförgiftning, kvicksilverförgiftning och liknande metallförgiftningar. Kolera har också föreslagits. Poe hade genomrest Philadelphia på vintern 1849 under en besvärlig koleraepidemi. Han blev sjuk under tiden i staden och skrev i ett brev till sin faster Maria Clemm att han kunde "ha haft kolera, eller ungefär lika allvarliga spasmer."
En vanlig uppfattning är att Poe var offer för så kallad cooping. Detta var en sorts valfusk där offren sjanghajades, drogades och användes som redskap för att rösta på ett politiskt parti på flera olika platser. Det genomfördes ett val under den dag då Poe hittades. Denna teori, som föreslogs redan 1870, har blivit standardteorin i de flesta biografier om Poe, fastän Poes ställning i Baltimore kan ha gjort honom för igenkännlig för att ett sådant bedrägeri skulle fungera. Mer nyligen har trovärdiga belägg framförts för att Poes död berodde på rabies.
Alla medicinska handlingar, däribland Poes dödsattest, har gått förlorade, om de någonsin har existerat. I frånvaro av samtida dokumentation är det troligt att orsaken till Poes död aldrig kommer att bli känd.

## Begravning
Poes begravning var enkel och hölls klockan fyra på eftermiddagen på måndagen den 8 oktober 1849. Mycket få personer deltog vid ceremonin. Poes onkel Henry Herring skaffade en enkel mahognykista och kusinen Neilson Poe tillhandahöll likvagnen. Begravningsgudstjänsten hölls av pastor W. T. D. Clemm, kusin till Poes hustru Virginia. Andra närvarande var dr. Snodgrass, Baltimore-advokaten och före detta klasskamraten från University of Virginia Z. Collins Lee, Poes kusin Elizabeth Herring och hennes make, samt den förre rektorn Joseph Clarke. Hela ceremonin varade i bara tre minuter i det kalla fuktiga vädret. Poe begravdes i en billig kista utan handtag, namnskylt, tygfodring och huvudkudde.

## Jordfästning och ombegravning

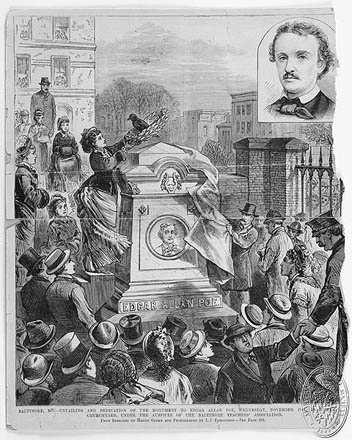
Den 17 november 1875 begravdes Poe på nytt med ett nytt monument. Kvarlevorna efter hans fru Virginia Poe och svärmor Maria Clemm är också begravda där.

Poe är begravd på området för Westminster Hall and Burying Ground, som numera är en del av University of Maryland School of Law i Baltimore. Även efter sin död har dock Poe skapat kontroverser och mysterier.
Poe begravdes från början utan gravsten nära kyrkogårdens bakre hörn. En sten av vit italiensk marmor som betalats av Poes kusin Neilson Poe förstördes innan den nådde graven när ett tåg spårade ur och plöjde igenom monumentgården där den förvarades. År 1873 besökte poeten Paul Hamilton Hayne Poes grav och publicerade en tidningsartikel som beskrev de påvra omständigheterna och vittnade om ett behov av ett mer passande monument. Sara Sigourney Rice, en skollärare i Baltimores offentliga skola, utnyttjade det förnyade intresset för Poes gravsituation och sökte personligen utverka bidrag. Hon lät till och med några av sina elever i vältalighet hålla offentliga anföranden för att samla in pengar. Många i Baltimore och övriga USA bidrog. Publicisten och filantropen George William Childs i Philadelphia skänkte 650 dollar. Det nya monumentet utformades av arkitekten George A. Frederick, byggdes av överste Hugh Sisson och hade en medalj av Poe av en konstnär som hette Valck. Alla tre var från Baltimore. Den totala kostnaden för monumentet, med medaljen, uppgick till något över 1500 dollar.
Han ombegravdes den 1 oktober 1875 på en ny plats nära kyrkans framsida. Ett firande hölls vid invigningen av den nya graven den 17 november. De som skötte ombegravningen var dock troligen omedvetna om att alla gravstenar, som tidigare var vända mot öster, år 1864 hade vänts så att de var riktade mot den västra ingången. Arbetslaget som grävde upp Poe hade vissa svårigheter med att hitta rätt lik. Först hittade den en 19-årig milisman från Maryland vid namn Philip Mosher, Jr.
Några år senare flyttades kvarlevorna efter Poes hustru också till denna plats. År 1875 förstördes begravningsplatsen där hon låg och hon hade ingen anhörig som gjorde anspråk på hennes kvarlevor. William Gill, en tidig Poebiograf, samlade ihop hennes ben och lagrade dem i en låda som han förvarade under sin säng. Virginia Poes kvarlevor begravdes slutligen med makens den 19 januari 1885 - den sjuttiosjätte årsdagen av Edgar Allan Poes födelse och nästan tio år efter att hans nya monument hade rests. Samma man som tjänstgjorde som kyrkvaktmästare under Edgar Allan Poes förste jordfästning och hans uppgrävning och ombegravning var också närvarande vid den ritual då hans lik sammanfördes med Virginia Poe och hennes mor Maria Clemm.

## Karaktärsmord

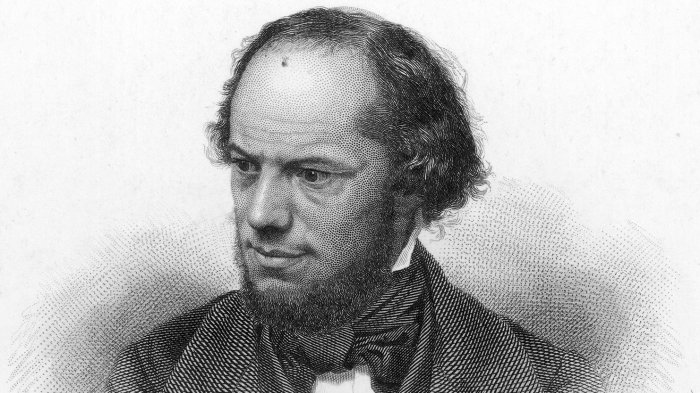
Rufus Wilmot Griswold, förvaltaren av Poes litterära kvarlåtenskap, skrev den mest kända dödsrunan över Poe samt den första fullständiga biografin.

Efter Poes död publicerades en dödsruna signerad av "Ludwig", som senare visade sig vara Rufus Wilmot Griswold, som kallade Poe en "strålande, men nyckfull" stjärna. Griswold försökte utföra ett karaktärsmord för att göra Poe allmänt hatad även före hans död. Hans försök fortsatte efter Poes död. I dödsrunan hävdade Griswold att Poe var känd för att gå på gatorna i delirium och muttra för sig själv. Griswold anklagade Poe för överdriven arrogans, att han antog att alla män var skurkar och att han var snar till vrede. Stora delar av denna karakterisering av Poe hade hämtats nästan ordagrant från den fiktive Francis Vivian i The Caxtons av Edward Bulwer-Lytton. Ludwigs dödsruna, som först trycktes i New York Tribune, blev snart standardkarakteristiken av Poe.
Griswold hade varit agent för flera amerikanska författare men det är oklart om han utsågs av Poe till att förvalta hans litterära kvarlåtenskap, om det var ett trick utfört av Griswold, eller ett misstag som gjordes av Poes faster om svärmor Maria Clemm.  I vilket fall som helst framlade han en samling av Poes verk med en "Memoir" som tjänade som biografi över Poes liv där han beskrevs som en depraverad, drucken, drog-förvirrad galning. Många delar av den anses ha förfalskats av Griswold och den fördömdes av dem som kände Poe, däribland Sarah Helen Whitman, Charles Frederick Briggs och George Rex Graham. Griswolds berättelse blev en allmänt accepterad beskrivning. Det berodde delvis på att den var den enda tillgängliga fullständiga biografin och blev omtryckt många gånger. Den var också populär därför att många läsare antar att Poe var identisk med sina fiktiva karaktärer eller hänfördes av tanken på att läsa verk av en "ond" man.
Ingen riktig biografi över Poe kom före John Ingrams 1875. År 1941 framlade Arthur Hobson Quinn bevis för att Griswold hade förfalskat och skrivit om ett antal av Poes brev som var inkluderade i hans "Memoir."  Vid den tidpunkten hade dock Griswolds skildring av Poe satt sig i allmänhetens sinnen, inte bara i USA utan över hela världen. Griswolds förvrängda bild av Poe har blivit en del av legenden om Poe trots försöken att förjaga den.